# Nunzio Sulprizio
Nunzio Sulprizio (13. dubna 1817, Pescosansonesco – 5. května 1836, Neapol) byl mladý italský římský katolík a kovářský učeň. Pro svůj příkladný život ve ctnostech jej katolická církev jej uctívá jako světce.

## Život
Narodil se dne 13. dubna 1817 v obci Pescosansonesco rodičům Domenicu Sulpriziovi a Rose Luciani. Ti jej ještě téhož dne dali pokřtít. Dne 16. května 1820 přijal od biskupa ze Sulmona-Valva Francesca Tiberi svátost biřmování. Roku 1820 mu zemřel otec a jeho matka se v roce 1822 znovu vdala. Jeho nový nevlastní otec se o něj nezajímal a proto s ním neměl prakticky žádný vztah. V té době navštěvoval školu v Corvaře.
Roku 1823 mu zemřela matka a on byl poté vychováván u své babičky z matčiny strany Anny Rosarie Luciani del Rossi, která se mu i přes svoji negramotnost dobře věnovala. Naučila ho modlitbu svatého růžence, kterou si velmi oblíbil. Po smrti babičky roku 1826 ho vychovával jeho strýc z matčiny strany Domenico Lucian. Ten jej také vyučoval kovařině. Těžká práce a špatné podmínky díky svému věku těžko zvládal a roku 1831 onemocněl gangrénou. Nemoc mu způsobovala boláky na noze. Svoji bolest během nemoci snášel s odevzdaností.
Roku 1934 se přestěhoval do Neapole, kde žil u svého strýce z otcovi strany Francesca Sulprizia. Často však musel být kvůli své nemoci hospitalizován. V té době přijal první svaté přijímání, po kterém prožil stav extáze. Zbytek života strávil v nemocnici pro lidi s nevyléčitelnými nemocemi v Neapoli, kde dne 5. května 1836 zaopatřen svátostmi zemřel. Jeho ostatky jsou uloženy v kostele San Domenico Soriano v Neapoli.

## Úcta

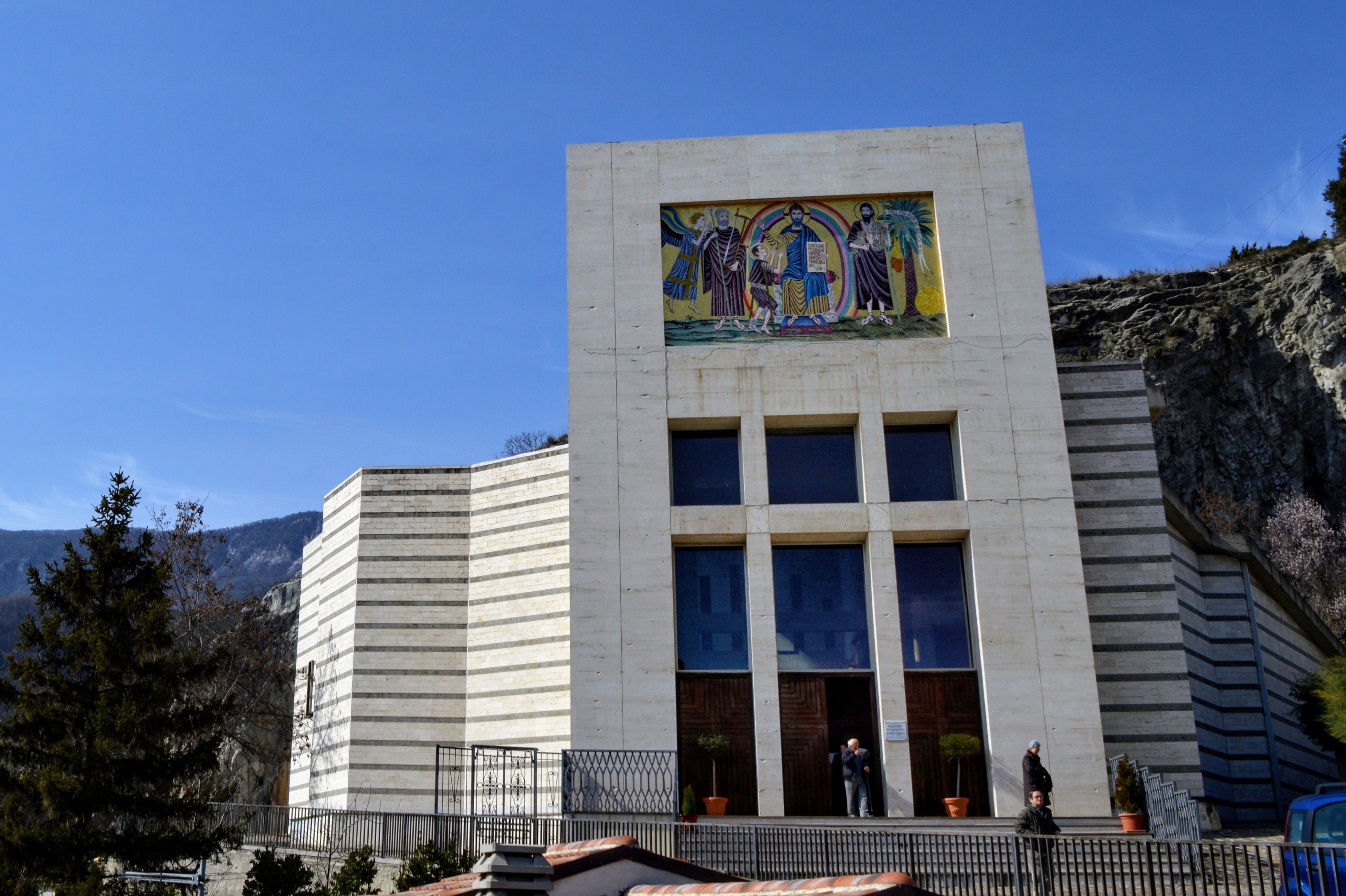
Kostel sv. Nunzia Sulprizia v jeho rodném Pescosansonescu

Jeho beatifikační proces byl zahájen dne 9. července 1859, čímž obdržel titul služebník Boží. Dne 21. července 1891 byl papežem Lvem XIII. podepsáním dekretu o jeho hrdinských ctnostech prohlášen za ctihodného. Dne 7. března 1963 byly uznány zázraky na jeho přímluvu, potřebné pro jeho blahořečení.

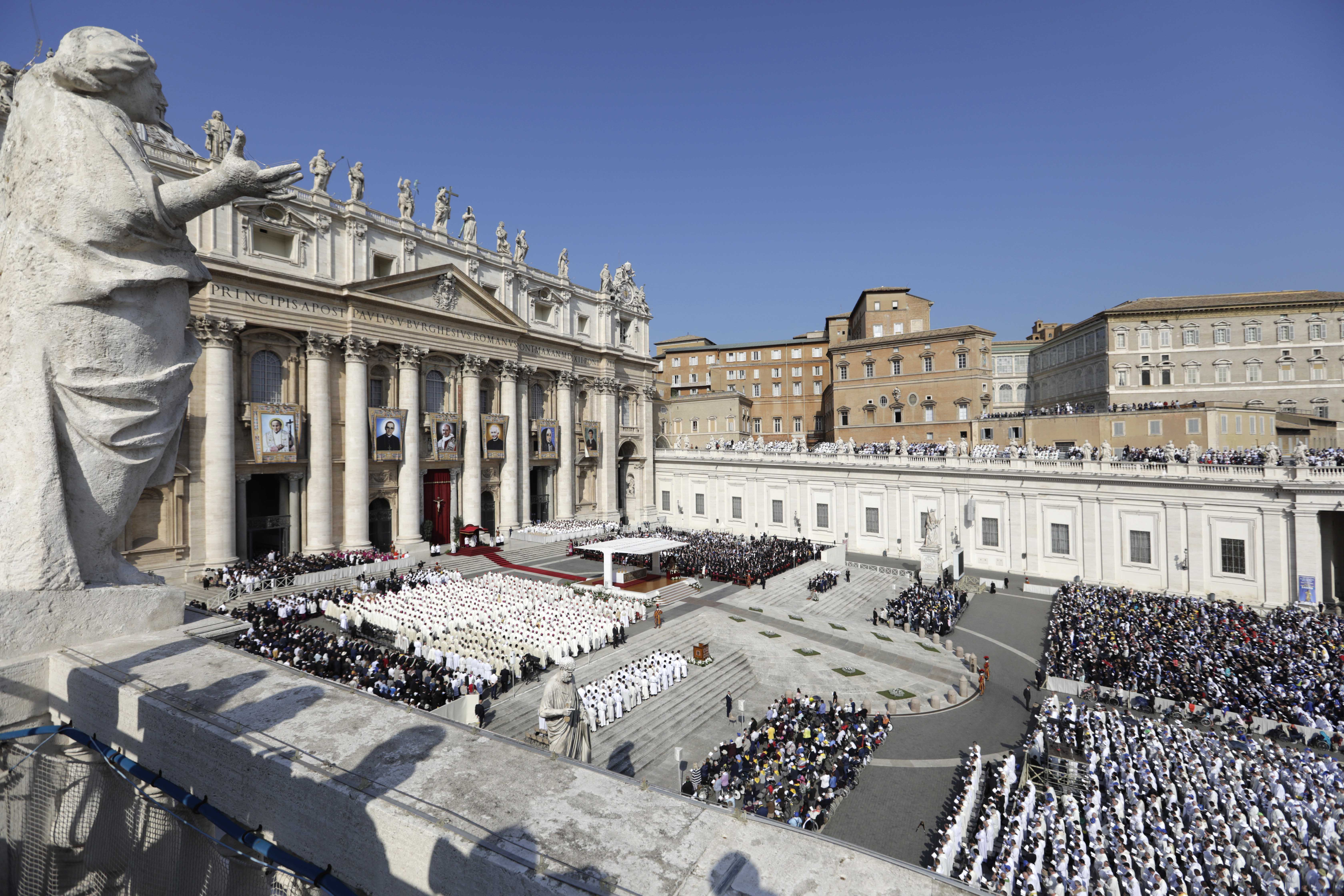
Svatořečení Nunzia Sulprizia a dalších světců na Svatopetrském náměstí ve Vatikánu

Blahořečen byl dne 1. prosince 1963 v bazilice sv. Petra papežem sv. Pavlem VI. Dne 8. června 2018 byl uznán zázrak na jeho přímluvu, potřebný pro jeho svatořečení. Svatořečen byl spolu s několika dalšími světci dne 14. října 2018 na Svatopetrském náměstí papežem Františkem.
Jeho památka je připomínána 5. května. Bývá zobrazován s růžencem v rukou nebo s kovadlinou. Je patronem postižených, dělníků, kovářů a obce Pescosansonesco, ve které se narodil.